# Кирило Александрійський

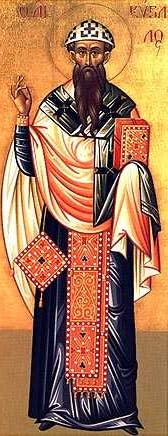
Кирило Александрійський

Кирило Александрійський (дав.-гр. Κύριλλος Ἀλεξανδρείας, копт. Ⲡⲁⲡⲁ Ⲕⲩⲣⲓⲗⲗⲟⲩ 376—27 червня 444, Александрія, Єгипет) — святитель, Патріарх Александрійський, борець за православ'я, чернець-подвижник, богослов, один з Отців церкви. У молодості брав активну участь у цькуванні Константинопольського патріарха Івана Золотоустого (350—407), якого врешті випровадили помирати на заслання (403). У 412 році з допомогою військ зайняв (фактично спадковий) престол Патріарха Александрії. Претендував на світську владу, в неодноразових конфліктах з населенням міста спирався на «групи підтримки» з колишніх солдатів та гладіаторів, а також на озброєних нітрійських монахів. Організував гоніння на євреїв в Александрії, де була найбільша на той час єврейська діаспора, придушив збройний опір євреїв та у 414 році вигнав їх з міста (найперше в історії вигнання євреїв з християнської країни). Натхненник знищення Александрійської бібліотеки та вбивства параболанами її директорки — математикині і філософині-неоплатонікині Гіпатії (415). Скликав Ефеський собор (431), головував на ньому, і від імені собору прокляв несторіанство та позбавив сану й відлучив від Церкви Константинопольського патріарха Несторія.

## Біографія
Кирило Александрійський походив із знатної і благочестивої християнської сім'ї. Племінник і наступник (з 412 р.) по кафедрі патріарха Феофіла, він під його керівництвом отримав чудову освіту. Він вивчив світські науки, у тому числі й філософію, але якнайбільше прагнув глибшого пізнання Святого Письма і істин християнської віри. В юності святий Кирило вступив у скит святого Макарія в Нітрійських горах, де пробув шість років. Патріарх Александрійський Феофіл (385 — 412) висвятив його на диякона, зарахував до клиру і, бачивши його обдарованість, доручив виголошувати проповіді.

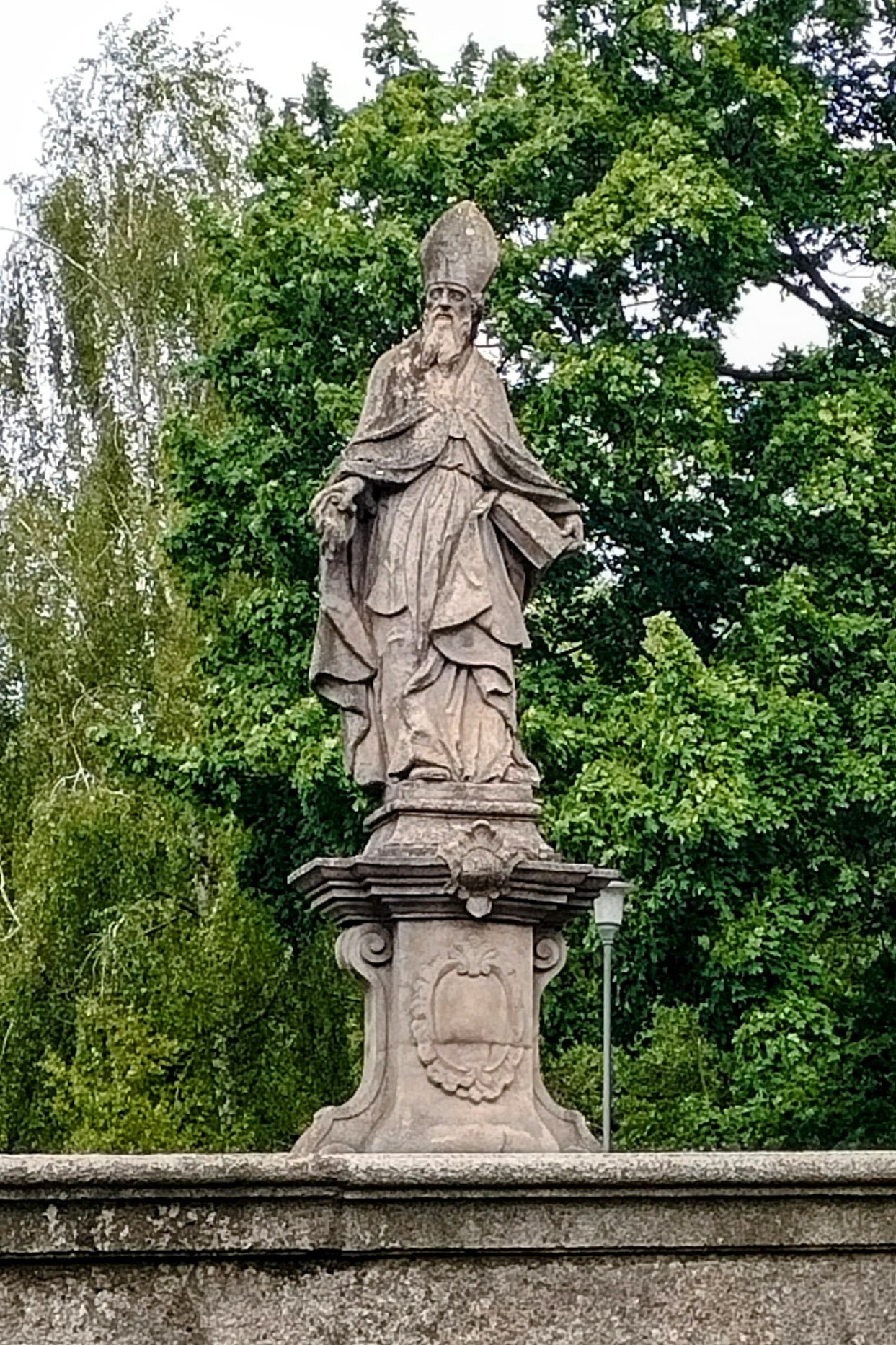
Статуя Св. Кирила на Бароковому мості у Ждярі-над-Сазавою

Після смерті Патріарха Феофіла святий Кирило одностайно був вибраний на патріарший престол Александрійської церкви і очолив боротьбу із єрессю Новаціана, що розповсюдилася в Александрії. Він вчив, що християни, які відпали під час гонінь від Церкви, не можуть бути знову нею прийняті.
Святий Кирило до кінця життя працював над складанням пасхалії за правилами Нікейського собору. Він встиг розписати дні святкування християнської Пасхи на наступні 95 років, аж до 20-х років VI ст. Александрійська пасхалія була прийнята всім християнським світом.
Помер святитель Кирило в 444 році, залишивши багато творів. Особливо слід відзначити Тлумачення на Євангелія від Луки, від Івана, Послання апостола Павла до Коринтян і Євреїв, а також апологію на захист християнства проти імператора Юліана Відступника (361–363). Він перший запровадив культ Діви Марії, назвав її «Богородицею» (Феотокос) і відстояв цей титул. Величезне значення мають п'ять книг проти Несторія, праця про Пресвяту Трійцю, під назвою «Скарб», написана проти Арія і Евномія, і два догматичні твори про Пресвяту Трійцю, у яких подано точний виклад вчення Церкви про походження Святого Духа.
Невдовзі по смерті християнська Церква одностайно оголосила Кирила Александрійського святим; його вшануванню було відведено два дні на рік (18 січня та 9 липня). Папа Лев XIII у 1883 р. оголосив Кирила Александрійського Доктором церкви й цим підніс його богословський авторитет до рівня святого Томи Аквінського.

## Особистість Кирила Александрійського та його боротьба з єресями та іншими релігіями
За узгодження пасхальних рішень Нікейського собору зі свідченнями євангелістів узявся патріарх Александрійський Кирило (375—444). Значною мірою тому, що належав до Александрійської богословської школи, він перший викрив єресь патріарха Константинопольського Несторія, скликав у 431 року в Ефесі III Вселенський собор, на засіданнях якого головував. Це він від імені всього собору прокляв несторіанство, а Несторія позбавив сану й відлучив від Церкви.
Кирило Александрійський був людиною щирої віри, глибоких наукових знань і… буйного характеру. «Ревність моя за Тебе сушить мене, бо вороги мої забули слова Твої», — виправдовував Кирило словами псалмоспівця Давида свою поведінку (Псалтир, 118:139). Він перший в історії християнської Церкви організував єврейський погром у найбільшій діаспорі євреїв — місті Александрії й «очистив» її від «христовбивць». Він був натхненником знищення центру тодішньої «нехристиянської» культури — Александрійської бібліотеки та вбивства її директора — вченого математика і філософа-неоплатоніка Гіпатії.
Не був поблажливим Кирило й до своїх церковних колег, з якими постійно конфліктував. Так, починаючи з Афанасія Александрійського патріарший престол в Александрії століттями успадковувався членами одного роду. Афанасій передав патріаршество своєму племіннику (сину) Петру; Петро — племіннику (сину) Феофілу; Феофіл — племіннику (сину) Кирилу; Кирило — племіннику Діоскору й так далі. Всі вони були людьми крутої вдачі. Патріарх Александрійський Діоскор, наприклад, уславився як головний діяч Розбійного собору в Ефесі (449 p.), на якому він доводив свою богословську правоту, катуючи прибулих архиєреїв. Інтелігентний Константинопольський патріарх Іван Золотоустий назвав династію александрійських патріархів «фараонами», чим накликав на себе гнів Кирила. Він узяв активну участь у цькуванні Іоана (350—407), якого двічі зміщали з престолу і врешті випровадили помирати на заслання. Через 10 років після смерті Івана Золотоустого визнали святим і його мощі перевезли в константинопольський храм Святих апостолів. Гострий на язик Кирило не забув образи й заявив: «Іоан такий же святий, як Юда Іскаріот — апостол» .
Запекла боротьба з єресями, започаткована Кирилом, тривала і після його смерті. 451 року Халкедонський собор оголосив еретиками монофізитів. Всупереч усім зусиллям, на початок VII сторіччя у Єгипті, за оцінкам істориків, усього близько 5 % населення були послідовниками грецької Александрійської православної церкви. Більшість були монофізитами, і зазнавали утисків від Константинополя. Врешті решт, у 641 році місцева еліта закликала мусульман звільнити Єгипет з-під ярма «римських гнобителів». Усього за рік невеличкий (близько 3500 чол.) начебто «добровольчий» загін арабів під проводом Амр ібн аль Аса, посилений місцевими озброєними загонами, «визволив» шестимільйонну країну.

## Пам'ять
Пам'ять — 18 січня (святих архиєпископів Александрійських Атанасія і Кирила).

## Фільмографія
- Агора (фільм)